# Кевін Мак-Брайд
Кевін Макбрайд (англ. Kevin McBride; нар. 10 травня 1973 , Клонс, Ірландія) — ірландський боксер-професіонал, який виступає у важкій ваговій категорії.

## Професійна кар'єра
Макбрайд дебютував на професійному рингу 17 грудня 1992 року. Перший свій поєдинок звів у нічию. Потім виграв 20 поєдинків поспіль. У 1997 році програв нокаутом Акселю Шульцу. У 2001 році переміг за очками Віллі Філіпса (18-1). У січні 2002 року програв нокаутом Деваррілу Вільямсону. Але після цього пішла серія перемог, переважно нокаутом, одна з яких прославила Макбрайда на весь світ. Це стала перемога технічним нокаутом над знаменитим Майком Тайсоном.
З 2006 року Макбрайд програв майже всі свої поєдинки, він програв Майку Моло, Анджею Ґолоті, Заку Пейджу, Метту Скелтону, Томашу Адамеку і Маріушу Ваху.